# 沖端水天宮
沖端水天宮（おきのはたすいてんぐう）は、福岡県柳川市稲荷町にある神社（水天宮）。登記上の宗教法人名称は水天宮（すいてんぐう）。

## 祭神
- 安徳天皇

## 由緒
明治2年（1869年）に総本社である久留米水天宮の分霊を勧請、同地区内にあった稲荷神社と弥剣神社（祇園社）を合祀して創祀された。なお、稲荷神社は文禄3年（1587年）に立花宗茂により創祀された神社、弥剣神社は文化年間（1804 - 1818年）の創祀。
地元では「水天宮さん」と呼ばれている。5月3・4・5日に行われる沖端水天宮祭りには三神丸という舟舞台が作られ夕刻より水天宮囃子が演奏される。

## 祭事

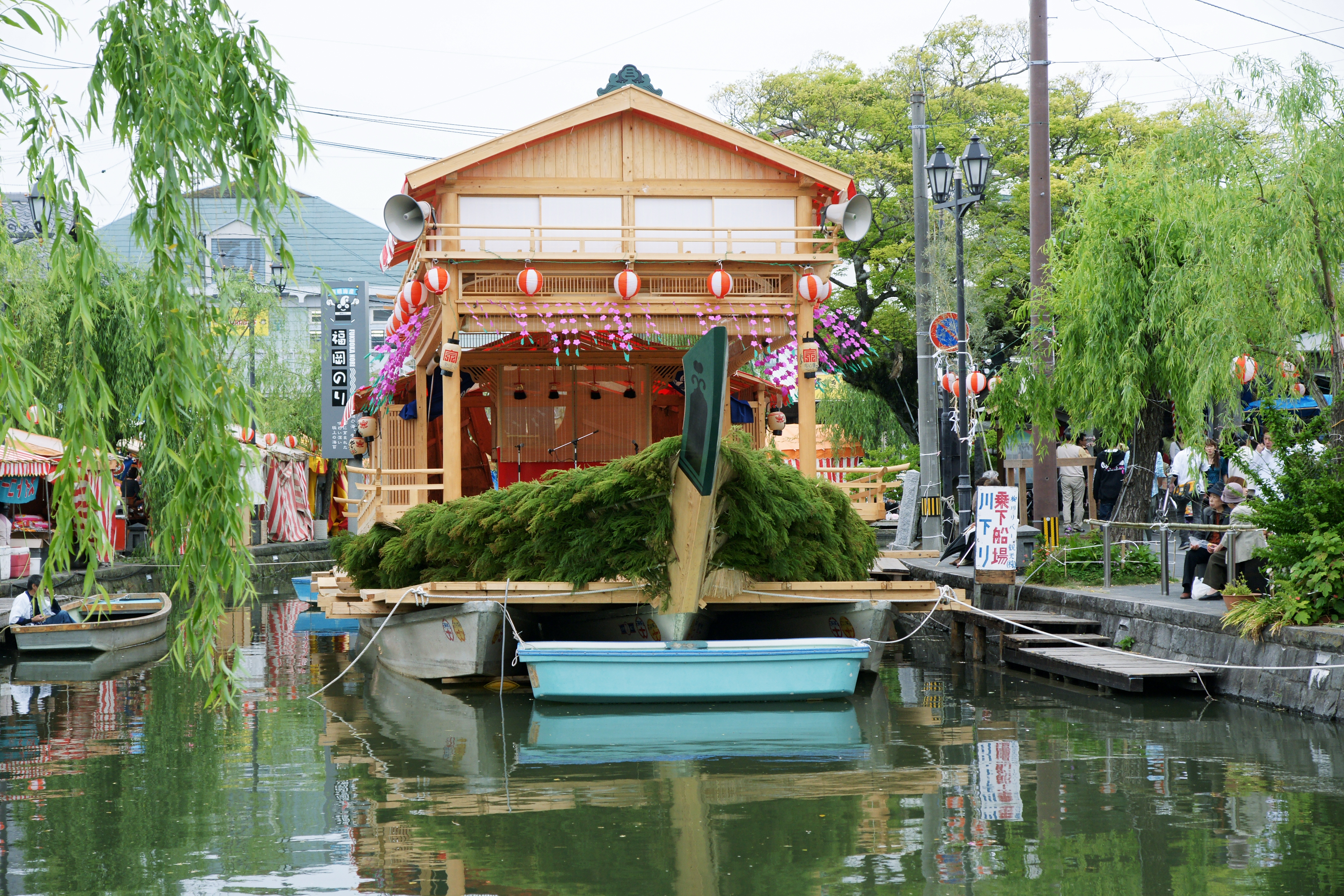
水天宮大祭

- 2月初午日 初午祭
- 5月3～5日 水天宮大祭
- 7月20・21日 祇園祭

## 交通アクセス
- 西鉄天神大牟田線柳川駅下車の上、
  - 西鉄バス「早津江」行きに乗車、「水天宮入口」バス停にて下車、徒歩4分
  - 同バス「早津江」行き、または「柳川病院循環」に乗車、「御花前」バス停にて下車、徒歩6分
  - 堀川バス「かんぽの宿柳川」行きに乗車、終点の同バス停にて下車、徒歩8分
  - 同駅よりタクシーで約10分